# Maculileiopus kalshoveni
Maculileiopus kalshoveni là một loài bọ cánh cứng trong họ Cerambycidae.